# スポーツ会館
財団法人スポーツ会館（ざいだんほうじんスポーツかいかん、英語: SPORTS KAIKAN）は、かつて存在した公益法人。スポーツ会館施設の運営と管理、スポーツの実技指導、スポーツスクールとスポーツ講座を実施していた。

## 概略
1968年7月22日に当時の日本レスリング協会会長八田一朗により設立された総合スポーツ施設の老舗である。
地下1階と5階に体育館、ランニングトラック、プール、スポーツジムなど様々なスポーツ施設を集めていた。千葉真一がジャパンアクションクラブ (JAC) を設立後は練習、稽古場として使用してきた施設でもある。
2008年頃から建物の老朽化、会員の伸び悩みにより税金の滞納という事態も生じた。早稲田大学レスリング部で八田の後輩であった理事長兼日本サンボ連盟会長の堀米泰文が体調を崩したため事業家の下地常雄に経営が委ねられた。
理事長の渡辺清也によれば、2011年11月、印鑑を偽造して理事のAが代表理事に就任、仲間のBとともに書類上財団を乗っ取った。その後AとBが分裂し、三つ巴のようになったという。
不動産登記簿謄本上では2012年2月から4月にかけてスポーツ会館を債務者に3つの根抵当権が設定されて5月2日に所有権が東京都内の不動産会社に信託され、5月31日に所有権移転仮登記が打たれた。理事長の渡辺は、こうした権利関係には関与していないと主張している。
2012年9月30日をもって閉館。
建物はプロレス団体WRESTLE-1を運営するGENスポーツエンターテインメントが買収してGENスポーツパレスになった。

## 施設
- 地下1階
  - プール
  - マットスペース
  - 浴室・サウナ
- 1階
  - ショップ
  - ボクシングジム（竹原慎二&畑山隆則のボクサ・フィットネス・ジム）[2]
  - ロッカールーム
- 2階
  - フロント
  - 教室
  - 整骨院
- 3階
  - トレーニング・アスレチックジム
  - マットスペース（SK Academy）
  - フロア
- 4階
  - 体育館
- 5階
  - ランニングトラック